# 石原丸
石原丸（いしはらまる）は、徳島県那賀郡那賀町にある山である。標高1,017.6m。

## 地理
旧木頭村に位置。湯桶丸から北西2km延び、そこから90度北東へ枝分かれした稜線上にある。南川本谷と支流の大谷とに挟まれて聳える。
1961年（昭和36年）の「木頭村誌」にも山名はなく、昭和40年代の地形図に初めて山名が記載された。古くは地元の人たちからは大谷山の名で呼ばれていた。